# Нейлор (Міссурі)
Нейлор (англ. Naylor) — місто (англ. city) в США, в окрузі Ріплі штату Міссурі. Населення — 440 осіб (2020).

## Географія
Нейлор розташований за координатами 36°34′28″ пн. ш. 90°36′20″ зх. д. / 36.57444° пн. ш. 90.60556° зх. д. (36.574469, -90.605575).  За даними Бюро перепису населення США в 2010 році місто мало площу 1,43 км², уся площа — суходіл.

## Демографія
Згідно з переписом 2010 року, у місті мешкали 632 особи в 270 домогосподарствах у складі 172 родин. Густота населення становила 441 особа/км².  Було 290 помешкань (202/км²).
Расовий склад населення:
| - 93,5 % — білих - 0,8 % — корінних американців - 0,3 % — чорних або афроамериканців |

До двох чи більше рас належало 5,2 %. Частка іспаномовних становила 0,9 % від усіх жителів.
За віковим діапазоном населення розподілялося таким чином: 23,4 % — особи молодші 18 років, 55,2 % — особи у віці 18—64 років, 21,4 % — особи у віці 65 років та старші. Медіана віку мешканця становила 42,3 року. На 100 осіб жіночої статі у місті припадало 93,3 чоловіків;  на 100 жінок у віці від 18 років та старших — 89,1 чоловіків також старших 18 років.
Середній дохід на одне домашнє господарство  становив 35 634 долари США (медіана — 31 667), а середній дохід на одну сім'ю — 41 022 долари (медіана — 35 652). Медіана доходів становила 26 484 долари для чоловіків та 25 313 долари для жінок. За межею бідності перебувало 27,5 % осіб, у тому числі 29,4 % дітей у віці до 18 років та 18,3 % осіб у віці 65 років та старших.
Цивільне працевлаштоване населення становило 319 осіб. Основні галузі зайнятості: освіта, охорона здоров'я та соціальна допомога — 32,0 %, виробництво — 21,9 %, роздрібна торгівля — 12,2 %, будівництво — 7,8 %.